# ابوعبیدة بن الجراح
ابوعبیدة عامر بن عبدالله بن الجرّاح الفهری القرشی (به عربی: أبو عُبَيدَة عامِر بن عَبدَ ٱللّٰه بن الجَرّاح الفَهري القُرشي)، از اصحاب محمّد پیامبر اسلام و از جمله مهاجران است.

## زندگی در زمان محمد

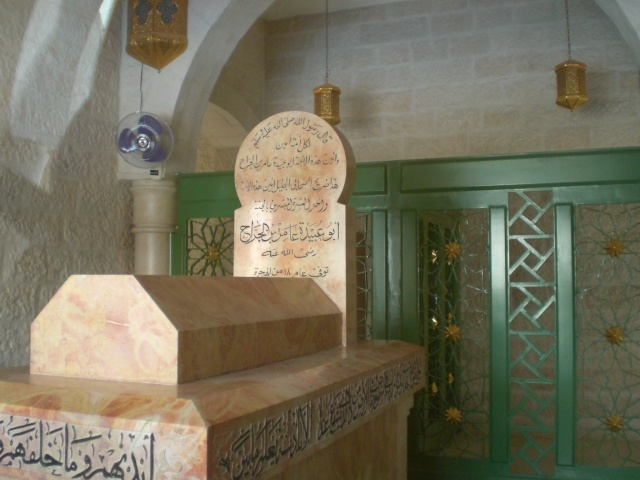
آرامگاه منسوب به ابوعبیده جراح

بر اساس روایت منابع اسلامی ابوعبیده در قبیله بنی حارث از تیره‌های ضعیف قریش در سال ۳۸ قبل از هجرت در مکّه به دنیا آمد. در سال ۶۱۱ میلادی، ابوعبیده به توصیه ابوبکر اسلام آورد. او نخستین مرد از طایفه بنی حارث بود که اسلام آورد. منابع اسلامی می‌گویند اسلام آوردن او باعث شد که تحت شکنجهٔ قریش قرار بگیرد. به دستور محمد ابوعبیده به حبشه هجرت کرد.
در سال ۶۲۲ میلادی، ابوعبیده از حبشه به مدینه هجرت کرد. محمّد بین ابوعبیده و معاذ پسر جبل پیوند برادری بست.
ابوعبیده در جنگ بدر، علیه سپاه پدرش عبدالله بن جرّاح می‌جنگید. در این جنگ، عبدالله بن جرّاح راه را بر پسرش بست و آن دو به جنگ پرداختند. سرانجام، عبدالله بن جرّاح به دست ابوعبیده کشته شد. به روایت صحیح مسلم، وقتی این خبر به محمد رسید، محمد این آیه از قرآن را خواند: «هیچ قومی را نمی‌یابی که ایمان به خدا و به روز رستاخیز دارند و با دشمنان خدا و رسولش دوستی کنند، هر چند پدرانشان باشند، یا فرزندانشان، یا برادران یا خویشاوندان ایشان، آنان کسانی هستند که خدا ایمان را بر قلوب ایشان نوشت، و با روحش ایشان را استوار گردانید و آن‌ها را در بهشت‌هایی وارد می‌کند که از زیر درختانش نهرهایی جاری است، در آن جاودانه می‌مانند، خدا از آن‌ها خشنود است، و آنان نیز از خدا خشنودند، آنان طایفه خداوندند، و ایشان رستگارانند سوره مجادله- آیه ۲۲»
در سال ۶۲۵ میلادی، ابوعبیده در احد علیه خالد بن ولید جنگید. بر اساس روایات اسلامی در این جنگ بسیاری از مسلمانان فرار کردند، در حالی که ابوعبیده ایستادگی کرد و در کنار علی، محمد را از حمله سپاهیان کفار و مشرکان نجات داد. معروف است که چند دندان ابوعبیده در این جنگ شکست.
در سال ۶۲۷ میلادی، ابوعبیده در جنگ خندق و نیز جنگ بنی قریظه شرکت جست. او هم چنین با قبیله‌های ثلعبه و انمار که روستاهای مسلمان را غارت می‌کردند جنگید و از این دو مأموریت جنگی پیروز بازگشت.
در سال ۶۲۸ میلادی، ابوعبیده در صلح حدیبیه شرکت کرد و در بیعت رضوان نیز حضور داشت. او هم چنین در این سال، در جنگ خیبر شرکت جست.
در سال ۶۲۹ میلادی، محمد عمروعاص را به ذات السلامه فرستاد و ابوعبیده را به فرماندهی سپاه رسانید. او در این نبرد، در کنار ابوبکر و عمر می‌جنگید. در همین سال ابوعبیده در مأموریت‌های جنگی تربه، خثعم و سیف الجرّه شرکت داشت.
در سال ۶۳۰ میلادی، در واقعه فتح مکّه ابوعبیده فرماندهی یکی از چهار سپاه مسلمان را که از چهار جهت وارد مکّه می‌شدند، بر عهده گرفت.
پس از آن ابوعبیده فرماندهی سپاه را در جنگ حنین، و جنگ طائف بر عهده گرفت. هم چنین ابوعبیده در جنگ تبوک حاضر بود. در بازگشت از جنگ تبوک، محمد ابوعبیده را برای تبلیغ اسلام به میان مسیحیان نجران فرستاد. ابوعبیده در میان مسیحیان نجران به قضاوت برگزیده شد و مدّتی در آن جا باقی‌ماند. مدّتی هم به دستور محمّد برای جمع‌آوری خراج به بحرین رفت. او در سال ۶۳۲ میلادی و در زمان مرگ محمد در مکّه بود.

## نقش او در سقیفه
ابوعبیده جرّاح از کسانی بود که پس از وفات محمّد در سقیفه بنی ساعده حاضر شد. ابوبکر اصرار کرد که ابوعبیده خلافت را بپذیرد اما ابوعبیده نپذیرفت و ابوبکر را برای خلافت برتر دانست. ابوعبیده از نخستین کسانی بود که با ابوبکر بیعت کرد.

## در زمان خلافت ابوبکر
ابوعبیده فرمانده یکی از سپاه‌های چهارگانهٔ ابوبکر در جنگ‌های ردّه بود. ابوعبیده هم چنین تا قبل از ورود خالد پسر ولید به سوریه، فرمانده سپاه مسلمانان در حمص بود. سپاه ابوعبیده و خالد در شهر بصره به یکدیگر پیوستند و قلعه بصره را در محاصره خود گرفتند. ابوعبیده هم چنین هدایت قلب سپاه مسلمانان در جنگ اجنادین را بر عهده داشت. این جنگ به سقوط قلعه بصره انجامید. در سال ۶۳۹ میلادی، ابوعبیده و خالد در جنگ یاکوسا، ارتش رومیان را شکست دادند. پس از شکست رومیان در یاکوسا، هراکلیوس امپراتور روم فرمان جنگ داد. فرمانده سپاه مسلمانان در این جنگ که به معراج الصفر معروف است، ابوعبیده جرّاح بود. ابوعبیده جرّاح هم چنین در حرب العقاب با رومیان وارد جنگ شد و به پیروزی رسید. با پیروزی مسلمانان در این دو جنگ، ابوعبیده وارد دمشق شد و شهر دمشق به تصرّف مسلمانان درآمد.

## در زمان خلافت عمر
در سال ۶۳۴ میلادی، ابوبکر وفات یافت و عمر به خلافت رسید. عمر ابوعبیده جرّاح را فرمانده سپاه اسلام قرار داد. در زمان عمر پس از فتح شرق، سوریه، اردن، فلسطین و ترکستان تحت فرمان ابوعبیده درآمد. ابوعبیده، خالد را فرمانده سواره نظام قرار داد و در سال ۶۳۴ میلادی جنگ دیگری با رومیان آغاز کرد که به ابوالقدس مشهور شد. دیگر نبردهای مشهور او در زمان خلافت عمر عبارت‌اند از: مراج الروم، فتح دوم دمشق، جنگ اول حمص، جنگ دوم حمص، جنگ سوم حمص، جنگ یرموک، فتح اورشلیم، فتح حلب، جنگ پل حنین، جنگ رود، جنگ حذیر و جنگ مریش.
در خشکسالی عربستان در سال ۶۳۹ میلادی، ابوعبیده درخواست عمر را اجابت کرد و بیش از چهار هزار شتر را غذا و آب بار کرد و به مدینه آمد امّا چهارهزار دیناری که عمر به او پیشنهاد کرده بود به عنوان اجر عملش دریافت کند، دریافت نکرد.
ابوعبیده در نزد عمر احترام بسیاری داشت. پس از این که عمر به ضربه خنجر پیروز نهاوندی مجروح شد گفت: «اگر ابوعبیده زنده بود او را به جانشین خودم منصوب می‌کردم امّا حال که او مرده، از میان اصحاب شورایی برمی‌گزینم تا آن‌ها خلیفه‌ای بنشانند»

## مرگ
ابوعبیده در سال ۱۸ هجری قمری (۶۴۰ میلادی) بر اثر بیماری طاعون درگذشت معاذ پسر جبل بر پیکر او نماز گزارد. او در روستای جبیه بالغور در اردن مدفون گشت. ابوعبیده هنگام مرگ، ۵۶ سال داشت.

## خانواده
پسران ابوعبیده یزید، عبید و عمیر همگی در سنین بچگی مردند. هر چند از دو همسرش ورجه و هند بنت جابر دو دختر پس از مرگ او باقی‌ماندند.

## جایگاه در میان مسلمین
ابوعبیده جرّاح در نگاه اهل سنت از احترام برخوردار است. اهل سنت معتقدند که محمّد او را امین امّت خوانده‌است. هم چنین ایشان معتقدند که محمّد به ابوعبیده پسر جرّاح بشارت بهشت داده‌است.